# Championnat de Tchécoslovaquie de football 1956
Navigation
Saison précédente Saison suivante
La saison 1956 du Championnat de Tchécoslovaquie de football est la 26e édition du championnat de première division en Tchécoslovaquie. Les douze meilleurs clubs du pays sont regroupés au sein d'une poule unique, où ils s'affrontent une seule fois. À la fin du championnat, les deux derniers du classement sont relégués et remplacés par les deux meilleures équipes de II. Liga, la deuxième division tchécoslovaque.
C'est le club du Dukla Prague (anciennement UDA Prague) qui termine en tête du classement final, avec cinq points d'avance sur le tenant du titre, le SK Slovan Bratislava et six sur le Spartak Praha Sokolovo. C'est le deuxième titre de champion de Tchécoslovaquie de l'histoire du club.

## Les clubs participants
| - Spartak Praha Sokolovo - FC Banik Ostrava - Spartak Hradec Králové - Promu de II. Liga - Tatran Presov - FC Spartak Trnava - SK Slovan Bratislava | - CH Bratislava - VSS Kosice - Promu de II. Liga - Dynamo Prague - Banik Kladno - Dukla Prague - Dynamo Zilina |

## Compétition

### Classement
Le barème utilisé pour établir le classement est le suivant :
- Victoire : 2 points
- Match nul : 1 point
- Défaite : 0 point

| Rang | Équipe                     | Pts | J  | G  | N | P  | Bp | Bc | Diff |
| ---- | -------------------------- | --- | -- | -- | - | -- | -- | -- | ---- |
| 1    | Dukla Prague               | 32  | 22 | 12 | 8 | 2  | 57 | 20 | +37  |
| 2    | SK Slovan Bratislava (T)   | 27  | 22 | 10 | 7 | 5  | 37 | 23 | +14  |
| 3    | Spartak Praha Sokolovo     | 26  | 22 | 11 | 4 | 7  | 50 | 33 | +17  |
| 4    | FC Banik Ostrava           | 25  | 22 | 9  | 7 | 6  | 53 | 48 | +5   |
| 5    | CH Bratislava              | 25  | 22 | 9  | 7 | 6  | 41 | 38 | +3   |
| 6    | Banik Kladno               | 22  | 22 | 9  | 4 | 9  | 33 | 25 | +8   |
| 7    | Spartak Hradec Králové (P) | 21  | 22 | 9  | 3 | 10 | 30 | 40 | -10  |
| 8    | Tatran Presov              | 20  | 22 | 7  | 6 | 9  | 32 | 39 | -7   |
| 9    | FC Spartak Trnava          | 18  | 22 | 7  | 4 | 11 | 24 | 41 | -17  |
| 10   | Dynamo Prague              | 17  | 22 | 6  | 5 | 11 | 35 | 45 | -10  |
| 11   | Dynamo Zilina              | 17  | 22 | 6  | 5 | 11 | 27 | 46 | -19  |
| 12   | VSS Kosice (P)             | 14  | 22 | 6  | 2 | 14 | 27 | 48 | -21  |

|  | Qualification pour la Coupe des clubs champions 1957-1958 |
|  | Relégation directe en II. Liga                            |
|  | (T) Tenant du titre (P) : Promu de deuxième division      |

## Bilan de la saison
| Championnat de Tchécoslovaquie de football 1956 |                         |
| Champion                                        | Dukla Prague (2e titre) |
| Coupes et trophées                              |                         |
| Vainqueur de la Coupe de Tchécoslovaquie 1956   | Non disputée            |
| Qualifications continentales                    |                         |
| Coupe d'Europe des clubs champions 1957-1958    | Dukla Prague            |
| Promotions et relégations                       |                         |
| Promus en I. Liga                               | Ruda Hvezda Brno        |
| Promus en I. Liga                               | Dukla Pardubice         |
| Relégués en II. Liga                            | Dynamo Zilina           |
| Relégués en II. Liga                            | VSS Kosice              |